# Theodor Eduard Suess
Pour les articles homonymes, voir Suess.
Theodor Eduard Suess était un métallurgiste autrichien, né en 1894 à Weissenbach an der Triesting et décédé en 1956. Il a dirigé la mise au point du premier convertisseur à oxygène pur à soufflage par le haut, ou procédé LD, qui a fait définitivement disparaître les procédés Bessemer et Thomas.
En tant que directeur technique de l'entreprise autrichiennes VÖEST, il conduisit les essais d'industrialisation du convertisseur  à soufflage d'oxygène pur par le haut. Les essais, commencés le 3 juin 1949, permirent la réalisation du premier acier réalisé à l'oxygène pur dès le 25 du même mois. Suess est l'un des co-inventeurs du convertisseur LD, protégé par le brevet autrichien no  168 589 du 15 décembre 1950, avec Otwin Cuscoleca et le métallurgiste suisse Robert Durrer.